# Zagrad (Chorwacja)
Zagrad – wieś w Chorwacji, w żupanii zadarskiej, w mieście Benkovac. W 2011 roku liczyła 85 mieszkańców.